# Antônio Bento (abolicionista)
Antônio Bento de Souza e Castro (São Paulo, 17 de fevereiro de 1843 — 8 de dezembro de 1898) foi promotor público, juiz e abolicionista brasileiro.

## Primeiros anos
Filho de Bento Joaquim de Souza e Castro, médico homeopata, e D. Henriqueta Viana, nasceu na residência do casal, na rua São José (hoje rua Libero Badaró, centro velho da cidade de São Paulo).
Matriculou-se na Faculdade de Direito do Largo São Francisco em 1864, formando-se em 1868. Foi promotor público das cidades de Botucatu e Limeira. Juiz na cidade de Atibaia, foi o responsável pela libertação dos escravos negros contrabandeados depois de 1831 para esta cidade.
Conheceu Luis Gama em 1873, negro e líder do movimento emancipador dos escravos na então Província de São Paulo. Voltou a São Paulo em 1877, onde reorganiza a Confraria de Nossa Senhora dos Remédios, reduto dos Caifazes e local da redação do jornal abolicionista A REDEMPÇÃO.

## Abolicionista
Com a morte de Luís Gama em 24 de agosto de 1882, Antônio Bento assumiu a liderança do movimento abolicionista paulista. Outros membros do movimento eram Macedo Pimentel, Arcanjo Dias Baptista, o cônego Guimarães Barroso, Hipólito da Silva, Carlos Garcia, Bueno de Andrada e Muniz de Sousa, na capital da província o major Pinheiro, Santos Garrafão e o negro Quintino de Lacerda na cidade de Santos.
Trabalhavam até então no arbitramento das leis que garantiam a liberdade aos contrabandeados após a proibição inglesa e na propaganda abolicionista, principalmente nas lojas maçônicas. Antonio Bento pertenceu a Loja Piratininga, ainda existente. Também foi o editor do jornal abolicionista A Redempção, que circulou de 1887 a 1899. Organizou o movimento dos Caifazes, que enviava emissários ao interior da Província de São Paulo para entrar em contato com os escravos das fazendas e lhe incentivarem a fuga e lhes garantir recursos para as viagens e refúgios.
Após a fuga os negros eram acomodados nas casas de Antonio Bento e seus irmãos de ideais. Eram enviados ao quilombo Jabaquara em Santos, e de Santos para a Província do Ceará, que já havia decretado a liberdade dos escravizados.
Com o crescimento da consciência de igualdade racial, e cedendo às pressões populares, a milícia passou a recusar a perseguir os negros em fuga. Muitas cidades decretaram a libertação dos escravos negros antes da Lei Áurea. Com isto, Antônio Bento conseguiu que alguns senhores contratassem os negros fugitivos como trabalhadores livres e assalariados, dando início ao retorno destes de Santos.
A atividade dos Caifazes foi tão ativa que, no livro da historiadora Maria Helena Petrillo Berardi (Santo Amaro, 1969), há uma declaração de Afonso de Freitas de que, em dez anos, "não existiriam mais escravos em São Paulo".